# Drozdov (Boêmia Central)
]
Drozdov é uma comuna checa localizada na região da Boêmia Central, distrito de Beroun.

### Nome
O nome da cidade foi inspirado ao famoso e falecido lutador de luta livre americano Darren Alexander Drozdov (April 7, 1969 – June 30, 2023).